# D'Mile
D'Mile, pseudonimo di Dernst Emile II (New York, 24 gennaio 1984), è un produttore discografico statunitense.

## Biografia
Figlio del produttore musicale Dernst Emile e della cantante haitiana Yanick Étienne, è cresciuto a Flatbush. Ha fatto il suo debutto come produttore musicale con l'album Music of the Sun di Rihanna nel 2005, per il quale ha prodotto e co-scritto con i Full Force That La, La, La. Nello stesso anno, ha anche lavorato con Mary J. Blige alla produzione dell'album The Breakthrough. Successivamente, è stato presentato al produttore Darkchild, con il quale ha avuto un apprendistato di due anni. Nel 2008 ha ottenuto il suo primo successo nelle classifiche con il decimo audio in studio di Janet Jackson, Discipline. L'anno seguente, ha collaborato con Justin Bieber al singolo Favorite Girl, mentre nel 2010 ha prodotto l'album Last Train to Paris di Diddy. Ha inoltre collaborato a diverse produzioni nell'album di Jennifer Lopez del 2011 Love?. Nel 2017 ha lavorato all'album Beach House 3 del rapper Ty Dolla Sign. Nel 2021 ha vinto il Premio Oscar alla miglior canzone originale per Fight for You di H.E.R..

## Discografia (parziale)
- That La, La, La - Rihanna (2005)
- Gonna Breakthrough - Mary J. Blige feat. Brook (2005)
- Feedback - Janet Jackson (2007)
- I'm Grown - Tiffany Evans feat. Bow Wow (2008)
- Sorry - Noel Gourdin (2008)
- LUV - Janet Jackson (2008)
- Truth Or Dear - Janet Jackson (2008)
- The Meaning - Janet Jackson (2008)
- Stronger with Each Tear - Mary J. Blige (2009)
- In The Morning - Mary J. Blige (2009)
- Surveillance - Wynter Gordon (2009)
- Favorite Girl - Justin Bieber (2009)
- Shades - Diddy feat. Lil Wayne, Justin Timberlake, Bilal e James Fauntleroy (2010)
- One Love - Jennifer Lopez (2011)
- (What Is) Love? - Jennifer Lopez (2011)
- Long Distance - Melanie Amaro (2012)
- nEXt -  Sevyn Streeter (2013)
- Come on Over - Sevyn Streeter (2013)
- Alone - Armin van Buuren feat. Lauren Evans (2013)
- Livin’ It Up - Ciara feat. Nicki Minaj (2013)
- Wood & Leather - Ty Dolla Sign (2014)
- Work - Ty Dolla Sign (2014)
- Royalty - Mali Music (2014)
- Stronger - Mali Music (2014)
- Fight for You - Mali Music (2014)
- No Lights - Chris Brown (2014)
- These Lines - PJ (2015)
- Nickels & Dimes - PJ (2015)
- I Mean It - PJ (2015)
- LA - Ty Dolla Sign feat. Kendrick Lamar, Brandy e James Fauntleroy (2015)
- Saved - Ty Dolla Sign feat. E-40 (2015)
- Solid - Ty Dolla Sign feat. Babyface (2015)
- Credit - Ty Dolla Sign feat. Sevyn Streeter (2015)
- Miracle / Wherever - Ty Dolla Sign feat. Big TC e D-Loc (2015)
- Actress - Ty Dolla Sign feat. R. Kelly (2015)
- Come Down - PJ (2016)
- Awake - PJ (2016)
- Can't Stop - PJ (2016)
- This Is What It Looks Like - PJ (2016)
- Gangster - PJ (2016)
- I'm Good - PJ (2016)
- Mind Of A Men - Usher (2016)
- FWM - Usher (2016)
- Famous - Ty Dolla Sign (2017)
- Famous Lies - Ty Dolla Sign (2017)
- Famous Last Words - Ty Dolla Sign (2017)
- Famous Friends - Ty Dolla Sign (2017)
- Famous Amy - Ty Dolla Sign (2017)
- Famous Excuses - Ty Dolla Sign (2017)
- BOSS - The Carters (2018)
- Could've Been - H.E.R. feat. Bryson Tiller (2018)
- Whoa - Snoh Aalegra (2019)
- Roll Some Mo - Lucky Daye (2019)
- Forever Valentine - Charlie Wilson (2020)
- 17 - Pink Sweats (2020)
- Ass Like That - Victoria Monét (2020)
- Dive - Victoria Monét (2020)
- Big Boss (Interlude) - Victoria Monét (2020)
- We Might Even Be Falling In Love - Victoria Monét (2020)
- Touch Me - Victoria Monét (2020)
- Jaguar - Victoria Monét (2020)
- Go There With You - Victoria Monét (2020)
- Moment - Victoria Monét (2020)
- Sunday Morning - Chiiild (2020)
- I Can't Breathe - H.E.R. (2020)
- Leave the Door Open - Silk Sonic (2021)
- Smokin Out the Window - Silk Sonic (2021)
- Skate - Silk Sonic (2021)
- Fight for You - H.E.R. (2021)
- Hold Us Together - H.E.R. e Tauren Wells (2021)
- Stand Up - Jazmine Sullivan (2022)
- Good Morning Gorgeous - Mary J. Blige (2022)
- On My Mama - Victoria Monét (2023)
- Number One Girl - Rosé (2024)
- Power of Love - Victoria Monét (2024)
- Die with a Smile - Lady Gaga e Bruno Mars (2024)

## Riconoscimenti
- Premio Oscar
  - 2021 - Miglior canzone originale per Fight for You (Judas and the Black Messiah)
- Golden Globe
  - 2021 - Candidatura alla miglior canzone originale per Fight for You (Judas and the Black Messiah)
- Grammy Award
  - 2020 - Candidatura alla miglior canzone R&B per Could've Been
  - 2020 - Candidatura alla miglior canzone R&B per Roll Some Mo
  - 2021 - Canzone dell'anno per I Can't Breathe
  - 2022 - Registrazione dell'anno per Leave the Door Open
  - 2022 - Canzone dell'anno per Leave the Door Open
  - 2022 - Candidatura alla canzone dell'anno per Fight for You
  - 2022 - Miglior canzone R&B per Leave the Door Open
  - 2022 - Candidatura alla miglior interpretazione/canzone di musica cristiana contemporanea per Hold Us Together (Hope Mix)
  - 2022 - Candidatura alla miglior canzone scritta per media visuali per Fight for You
  - 2023 - Candidatura alla registrazione dell'anno per Good Morning Gorgeous
  - 2023 - Candidatura all'album dell'anno per Good Morning Gorgeous
  - 2023 - Candidatura alla miglior canzone R&B per Good Morning Gorgeous
  - 2023 - Candidatura al produttore dell'anno, non classico
  - 2024 - Candidatura alla registrazione dell'anno per On My Mama
  - 2024 - Candidatura alla miglior canzone R&B per On My Mama
  - 2024 - Candidatura al produttore dell'anno, non classico
  - 2025 - Candidatura alla canzone dell'anno per Die with a Smile
  - 2025 - Candidatura al produttore dell'anno, non classico